# Montreal Maroons

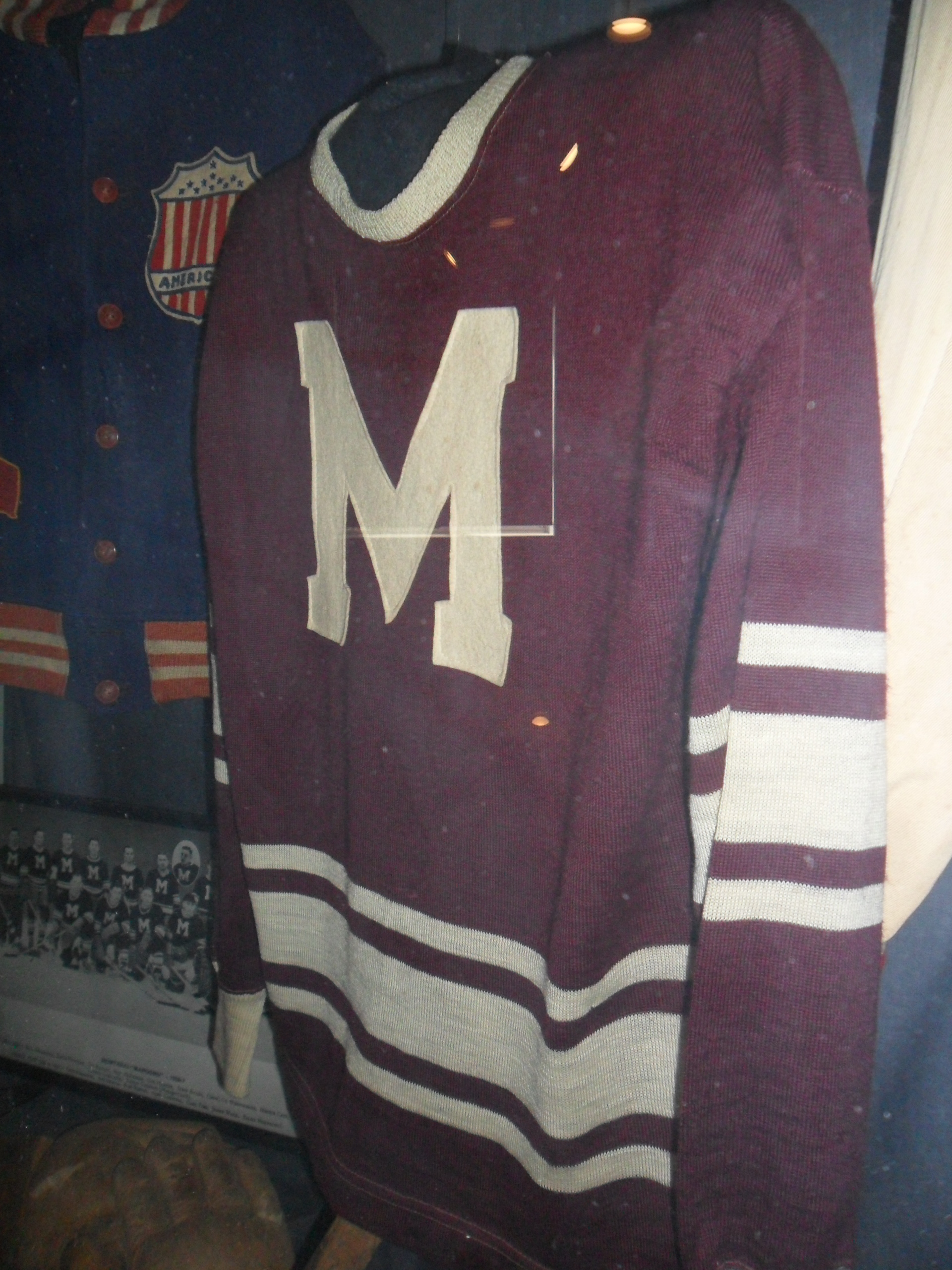
Maglia dei Montreal Maroons esposta alla International Hockey Hall of Fame

I Montreal Maroons, ufficialmente Montreal Professional Hockey Club, sono stati una squadra di hockey su ghiaccio con sede a Montréal, Québec, Canada. La società, fondata nel 1924, vinse la Stanley Cup nel 1926 e nel 1935, con una finale persa nel 1928. La franchigia, che si identificava con la comunità anglofona di Montréal, in contrapposizione ai rivali concittadini dei Canadiens, più vicini a quella francofona, fu attiva fino al 1938; in seguito, difficoltà economiche, dovute particolarmente alla Grande depressione, ne causarono lo scioglimento, avvenuto ufficialmente nel 1947. Diversi giocatori dei Maroons, a seguito del fallimento, passarono ai Canadiens.